# Ronde steenbreek
Ronde steenbreek of rondbladige steenbreek (Saxifraga rotundifolia) is een wintergroene overblijvende plant, die behoort tot de steenbreekfamilie. De soort komt voor in Zuid- en Midden-Europa en Zuidwest-Azië en is ingeburgerd in Wallonië en Groot-Brittannië. Het aantal chromosomen is 2n = 22.
De plant wordt 20-60 cm hoog, vormt stevige wortelstokken met bebladerde uitlopers. De bovenaan vertakte stengels staan rechtop. De plant vormt een bladrozet. De donkergroene, afgeronde tot niervormige, gekartelde, langgesteelde, tot 8 cm brede rozetbladeren hebben een gekartelde rand en zijn behaard of kaal.
Ronde steenbreek bloeit vanaf mei tot in juli met witte bloemen met rode en gele puntjes. De bloeiwijze is een langgesteelde (tot 10 cm), losbloemige pluim met maximaal 13 stervormige bloemen, waarvan de steel bezet is met klierharen. De stengelbladeren worden naar boven toe snel kleiner. De tot 3 mm lange, opstaande kelkbladen zijn breed lancetvormig en puntig. Ze hebben een kliervormige beharing. Na de bloei zijn ze teruggeslagen. De vijf, witte kroonbladen zijn tot 11 mm lang en hebben in de bovenste helft rode en in de onderste helft gele vlekken (honingmerken voor de bloembezoekers). De bloem heeft vaak een krans van staminodia. Het vruchtbeginsel is bovenstandig.
De vrucht is een eivormig-langwerpige doosvrucht met twee van elkaar afgekeerde snavels.

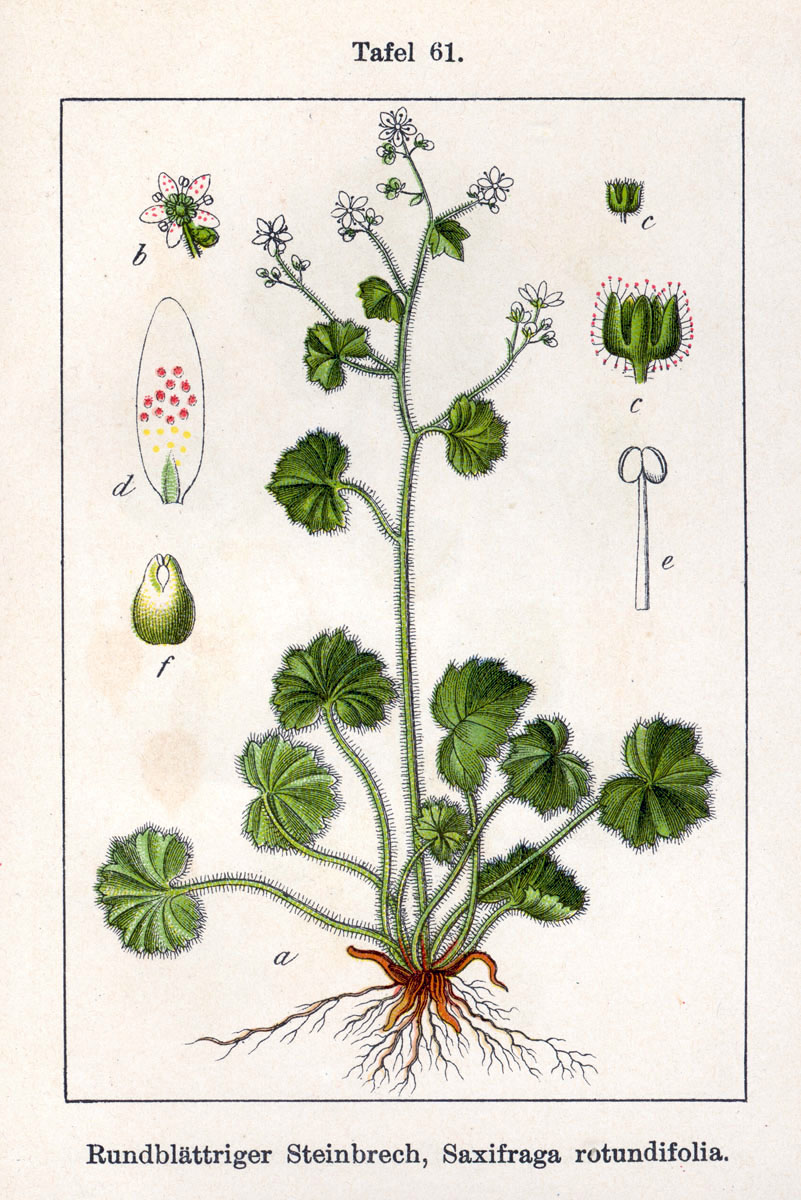
Illustratie van Jacob Sturm
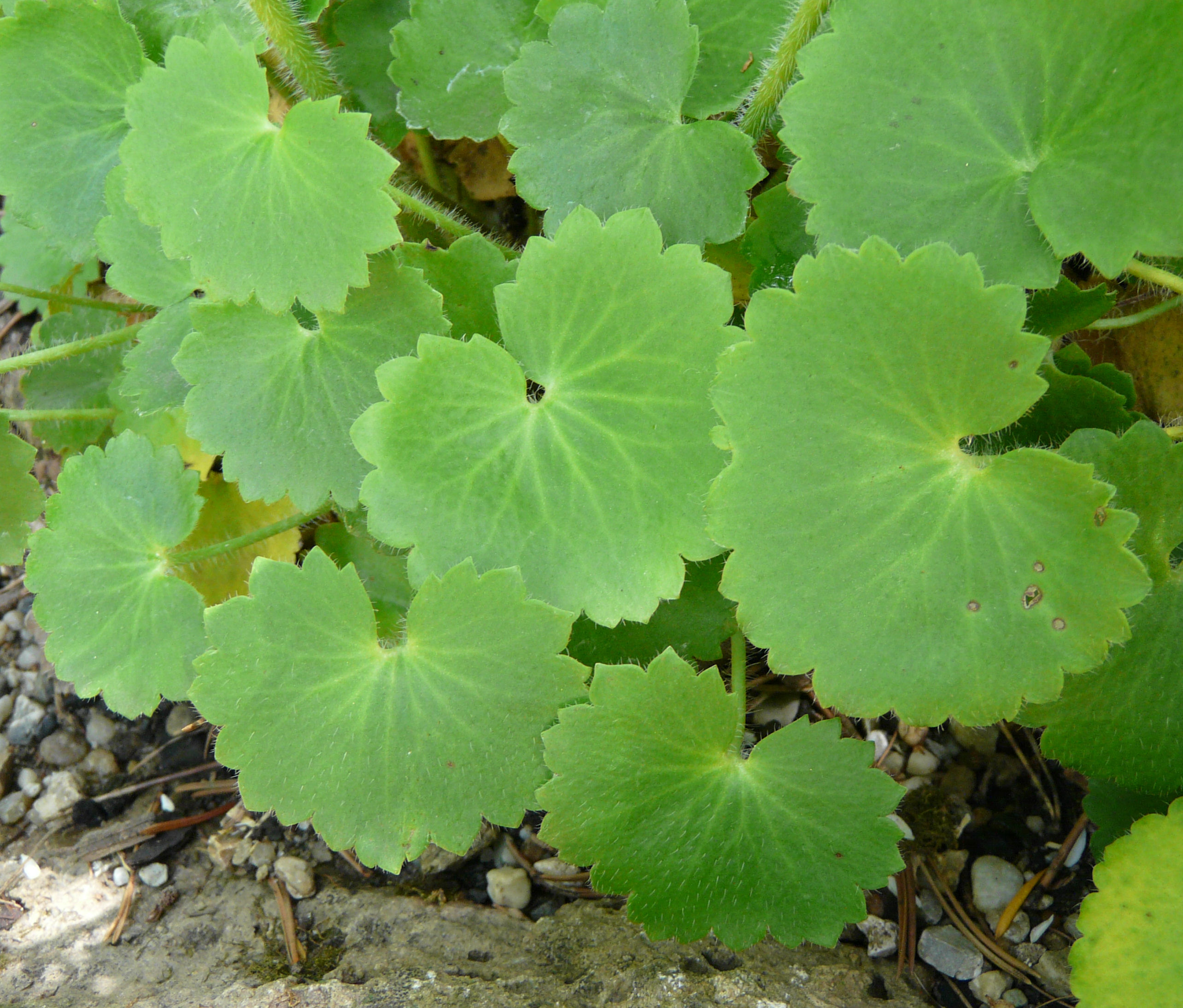
Blad
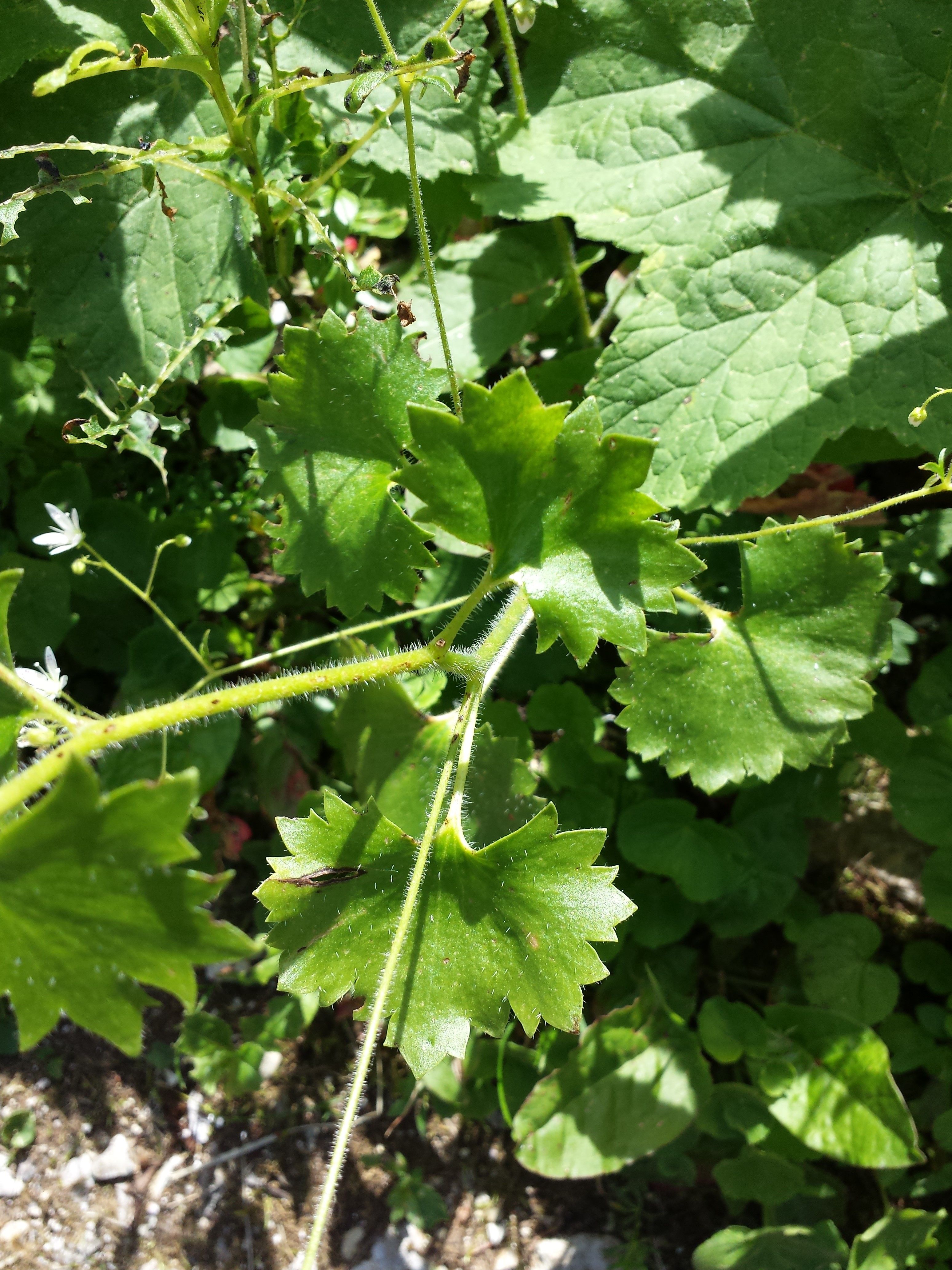
Behaarde stengel
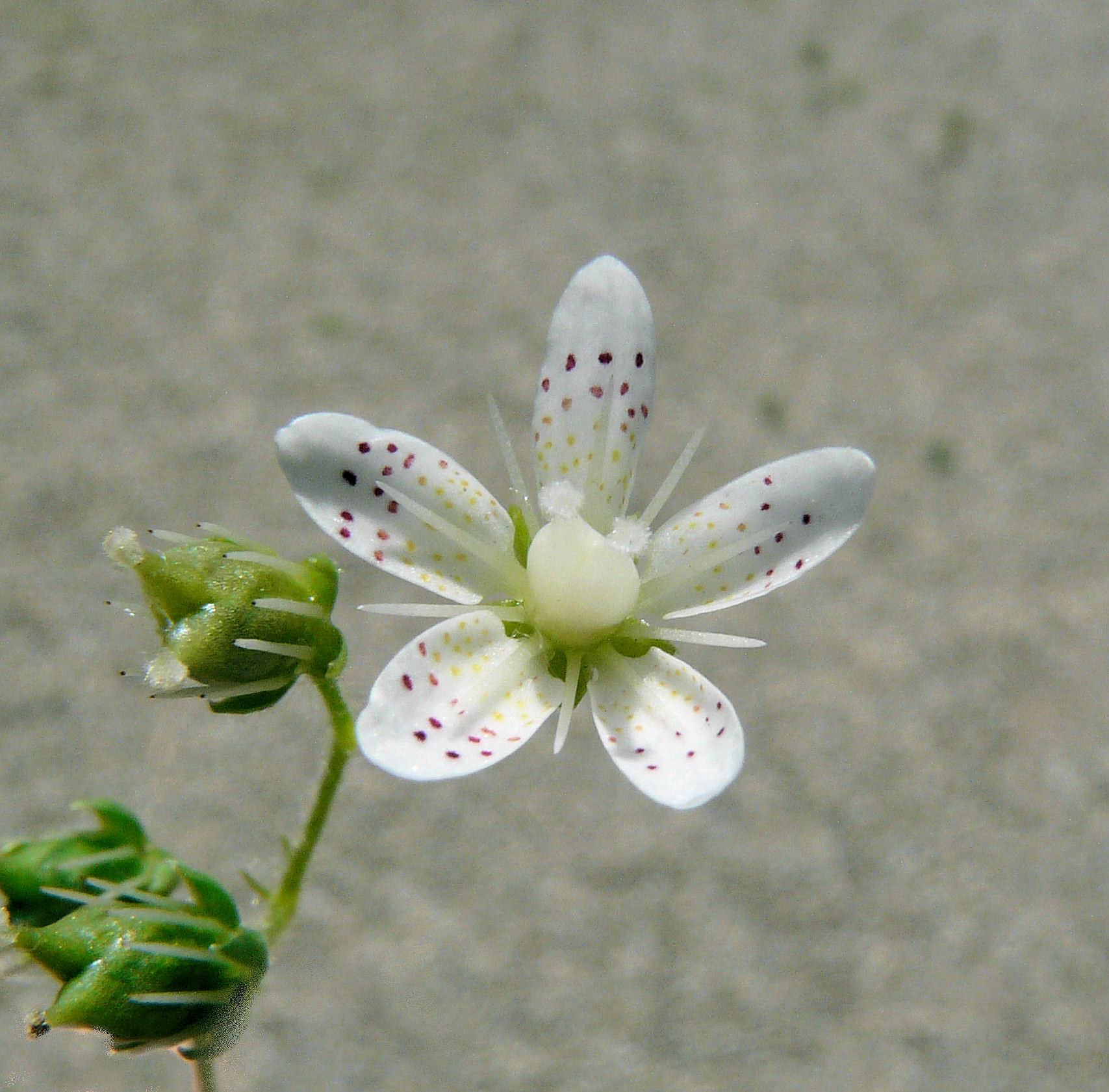
Bloem
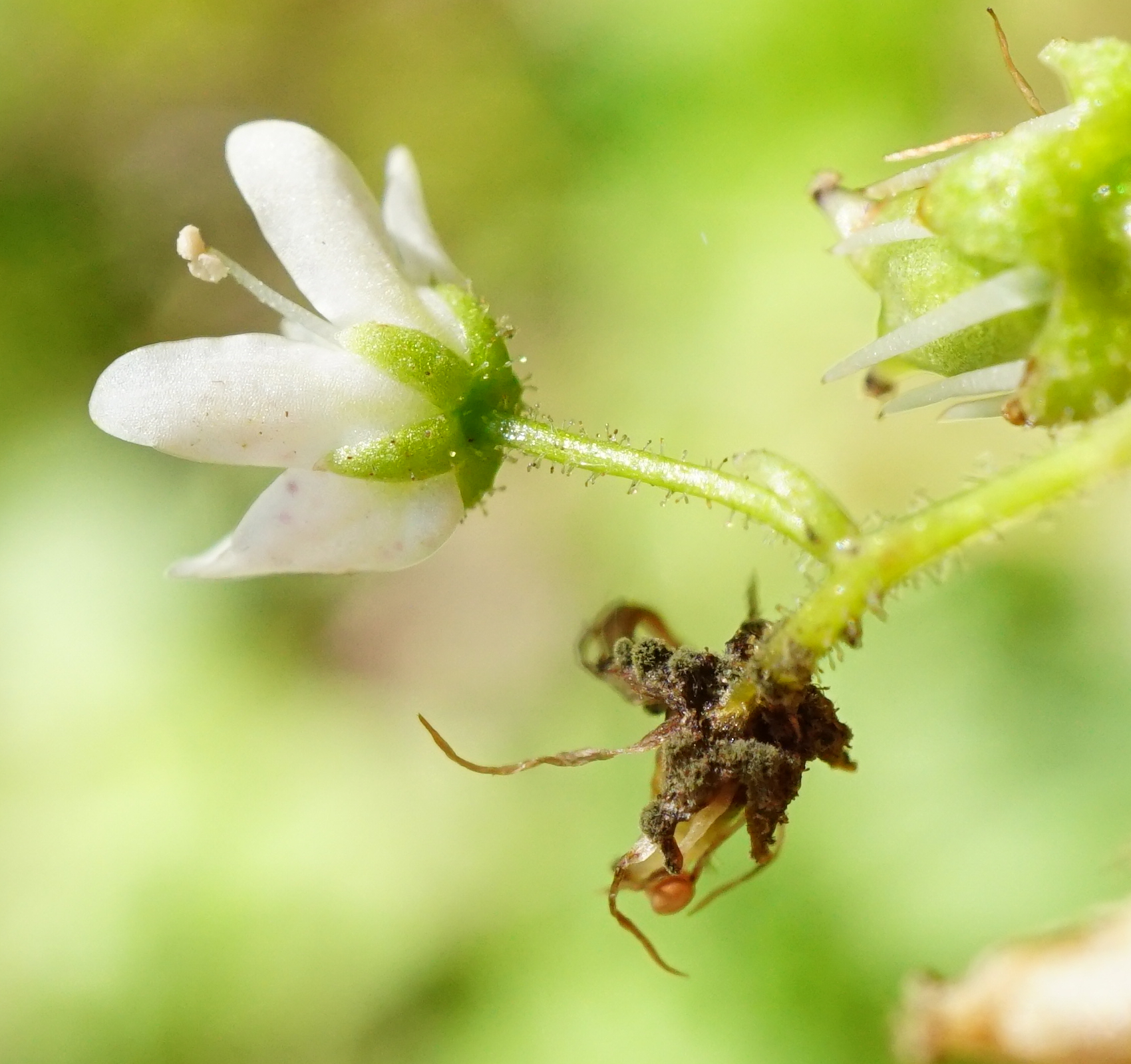
Kelk
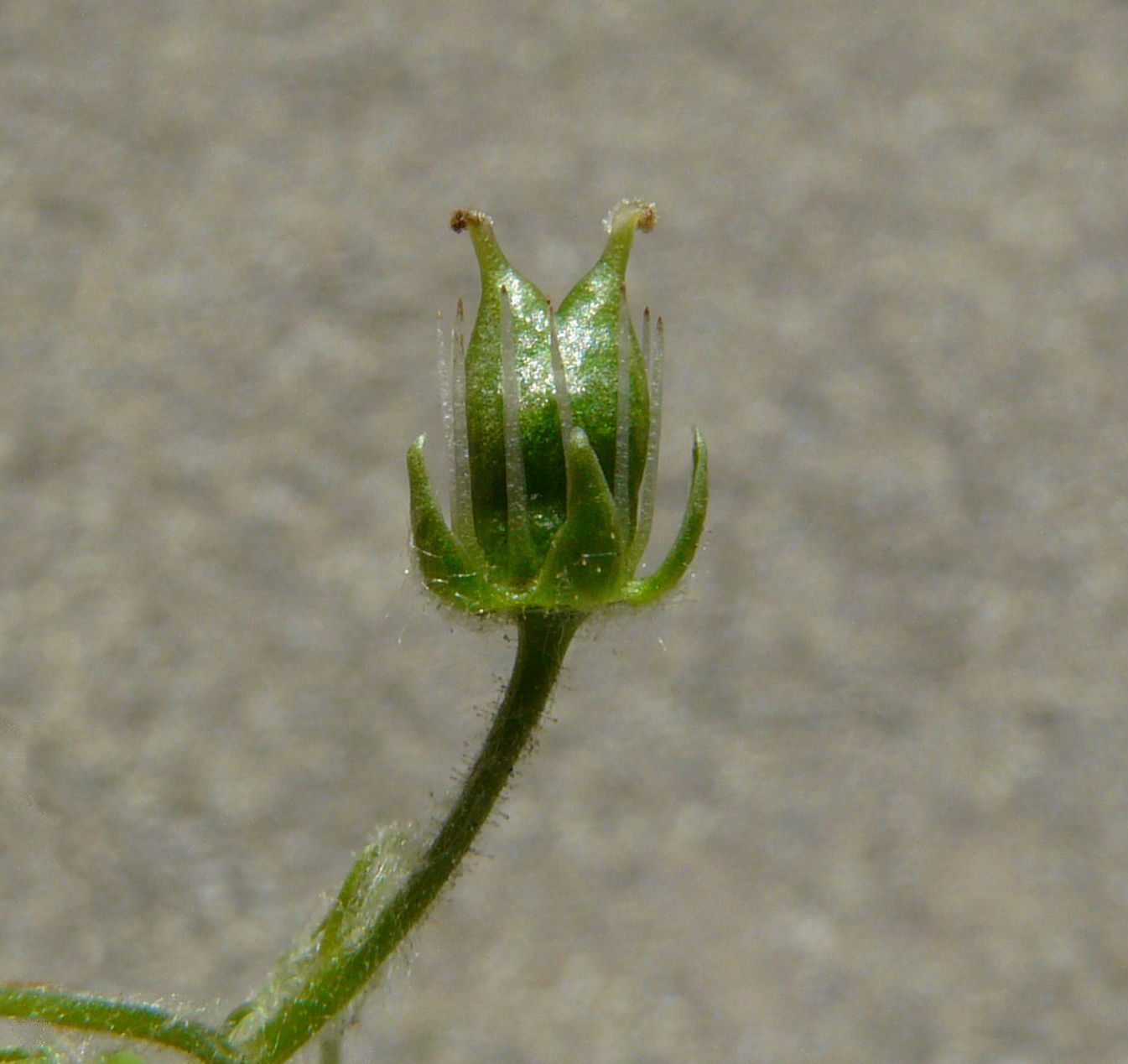
Vrucht

Ronde steenbreek komt voor in de schaduw op vochtige, stenige grond in bergwouden, langs bergbeken en op kalkrotsen.

## Ondersoort
- Saxifraga rotundifolia subsp. heucherifolia (Grisebach & Schrenk.) Ciocarlan